# Clemente di Costantinopoli
Clemente (fl. XVII secolo) è stato un arcivescovo ortodosso greco, patriarca ecumenico di Costantinopoli per 42 giorni durante il 1667.
Fu metropolita di Konya e fu eletto patriarca di Costantinopoli il 9 settembre 1667. Era una persona ignorante e brusca e la sua elezione non venne riconosciuta. Fu deposto il 21 ottobre 1667 dal sultano Mehmet IV dopo le proteste del Santo Sinodo.